# Гейл Еммс
Гейл Елізабет Еммс (англ. Gail Elizabeth Emms; нар. 23 червня 1977, Хічін, Гартфордшир, Англія) — британська бадмінтоністка, олімпійська медалістка, чемпіонка світу та Європи.

## Виступи на Олімпіадах
| Олімпіада  | Дисципліна             | Місце  |
| ---------- | ---------------------- | ------ |
| Афіни 2004 | змішаний парний розряд | Срібло |
| Афіни 2004 | жіночий парний розряд  | 9      |
| Пекін 2008 | змішаний парний розряд | 5      |
| Пекін 2008 | жіночий парний розряд  | 9      |

На літніх Олімпійських іграх 2004 в Афінах вона завоювала срібну медаль в парному змішаному розряді, виступаючи разом з Натаном Робертсоном (див. Бадмінтон на літніх Олімпійських іграх 2004). 

## Виступи на Чемпіонатах світу
Чемпіонка світу 2006 року в парному змішаному розряді у парі з Натаном Робертсоном.

## Виступи на Чемпіонатах Європи
Чемпіонка Європи 2004 року в парному змішаному розряді у парі з Натаном Робертсоном. Чемпіонка Європи 2006 року в парному жіночому розряді у парі з Донною Келлог.